# Podvodník z Tinderu
Podvodník z Tinderu (v anglickém originále The Tinder Swindler) je britský true crime dokumentární film režírovaný Felicity Morrisovou, který byl premiérově vysílán 2. února 2022 na streamovací televizi Netflix. Dokument rekonstruuje příběh izraelského podvodníka Simona Levieva narozeného jako Šimon Jehuda Hajut, který vystupoval pod identitou „diamantového prince“. Seznamovací aplikaci Tinder zneužil k navázání vztahů se ženami, jež emocionálně manipuloval k poskytnutí finanční podpory pro svůj rozhazovačný životní styl pod záminkou náhlé potřeby peněžní injekce, aby unikl před nebezpečnými „nepřáteli“.

## Synopse
Izraelec narozený jako Šimon Jehuda Hajut předstírá, že je synem rusko-izraelského obchodníka s diamanty Lva Levieva, tzv. „diamantového krále“, jehož jmění bylo k roku 2018 odhadováno na jednu miliardu dolarů.
V seznamovací aplikaci Tinder navazuje vztahy se ženami pod identitou atraktivního bohatého muže Simona Levieva, aby na nich vymámil co nejvyšší peněžní částky, bez úmyslu je splatit. Ženy hledající ideálního partnera okouzluje nákladným životním stylem, výlety soukromými tryskáči po luxusních evropských destinacích, večeřemi, hledáním společného domova a příslibem založení rodiny. Po rozvinutí citového pouta je žádá o finanční částky a možnost používání jejich kreditních karet pod záminkou náhlé finanční tísně. Do ní ho přivedli tvrdí obchodní „nepřátelé“, a proto nechtěl zanechávat digitální stopu, případně vyšetřování úřadů s údajným zablokováním bankovních účtů. Svou verzi podporuje fotkami a videosoubory zkrvaveného osobního ochránce, jenž ho ochránil při napadení nožem. Partnerky se tak rozhodují příteli pomoci. Opakovaně si berou půjčky u bankovních domů a umožňují mu používat kreditní karty, aniž by ve finančních operacích figurovalo jeho jméno. Takto získané peníze podvodník investuje do nákladného života pro nalákání dalších obětí, čímž fakticky vytváří Ponziho schéma.
Zoufalé ženy pod tíhou nutnosti splátek naléhají na vrácení částek, ale dočkají se pouze padělaných dokumentů a falešných bankovních převodů bez skutečného obdržení peněz. Po neustálých výmluvách podvodníka dochází k přerušení kontaktů. Jedna z obětí, kterou sebevražedné sklony dovedly na psychiatrii, se rozhoduje vše zveřejnit prostřednictvím největších norských novin VG, s cílem maximální medializace a odkrytí podvodníkovy tváře jako varování dalším ženám. Shromážděny jsou příběhy více obětí dokládající shodný modus operandi pachatele, jenž vystupoval pod řadou identit. Poprvé byl odsouzen již v roce 2015 za podvedení tří Finek v této severské zemi k tříletému trestu. Po předčasném propuštění se k podvodnému životu vrátil. Podruhé byl zatčen Interpolem v Athénách po příletu z Prahy, když jeho přítomnost na palubě s falešným pasem policii oznámila jedna z frustrovaných partnerek. Odhaduje se, že na ženách vylákal přibližně 10 milionů dolarů. Během prosince 2019 byl podruhé odsouzen v Izraeli na 15 měsíců za trestné činy z roku 2011 na jeho území týkající se šeků. Propuštění následovalo po pěti měsících kvůli nástupu pandemie covidu-19. Za činy vůči třem ženám vystupujícím v dokumentu, které stále splácely půjčky, nebyl obviněn.

## Reakce
Po zveřejnění dokumentu Tinder trvale zablokoval účet Levieva. Mateřská společnost Match Group mu vyjma Tinderu znemožnila přístup na své další seznamovací aplikace Hinge, Match.com, Plenty of Fish a OkCupid. Na Instagramu získal Izraelec účet zpět po několika měsících na Valentýna 2022.
Periodikum Variety 4. února 2022 oznámilo, že Netflix plánoval dokument převést přímo do filmové dramatizace. Netflix vydal třídílný podcast o natáčení dokumentu s hlubším ponorem do osobního života podvodníka včetně jím používaných metod. Tři ženy z dokumentu vyhlásily 5. února 2022 sbírku na crowdfundingové platformě GoFundMe k zafinancování svých dluhů i díky tomu, že bylo zřízeno několik falešných sbírek pod jejich jmény. Do konce února téhož roku vybraly více než 125 tisíc liber (cca 3,6 milionu korun).  Piotr Kaluski, představený v dokumentu jako Levievův bodyguard, zažaloval 22. února 2022 Netflix o částku 5,6 milionu dolarů za nepřesné vyobrazení své osoby ve filmu.
Izraelský psycholog Ilan Rabinovič věnující se případu charakterizoval Simona Levieva jako náladového egomaniaka prahnoucího po lásce a přijetí se sklonem k přehánění, bez přítomnosti soucitu k lidem, manipulátora a psychopatického podvodníka bez možnosti nápravy. Po propuštění z vězení v roce 2020 si Leviev zřídil poradenskou firmu pro podnikatele a navázal partnerský vztah s izraelskou modelkou Kate Konlinovou. V závěru února 2022 začal obchodovat na hlavní světové platformě Opensea s non-fungible tokeny (NFT), tj. digitálními aktivy v podobě sbírky obrázků a citátů, které se objevily v dokumentu.